# Bamses Venner
Bamses Venner var en dansk musikgrupp som uppträdde mellan 1973 och 2011. Gruppen representerade Danmark i Eurovision Song Contest 1980 med låten "Tænker altid på dig". De kom på 14:e plats av 19 länder med 25 poäng. 1980 bestod bandet av Flemming Jørgensen (sång), med smeknamnet "Bamse", Mogens Balle (piano/orgel), Bjarne Green (gitarr) och Arne Østergaard (trummer). 2004 var bestod gruppen av Flemming Jørgensen (sång), Peter Bødker (piano/orgel/gitarr), Frank Thøgersen (trummor), Torben Fausø (keyboard) och Jes Kerstein (gitarr). Gruppen sjunger på danska. 
Flemming Jørgensen dog den 1 januari 2011, varefter bandet splittrades.

## Diskografi
- Bamses Venner (1975)
- Mælk og vin (1976)
- Sutsko! (1977)
- Din sang (1977)
- B & V (1978)
- Solen skinner (1979)
- Sådan set (1980)
- Bamse life I (1980)
- Bamse life II (1980)
- Spor 8 (1981)
- Har du lyst (1983)
- Op og ned (1985)
- Rockcreme (1986)
- Lige nu! (1987)
- 1988 (1988)
- En helt almindelig mand (1989)
- 16 (1990)
- Lyseblå dage (1991)
- Forår (1992)
- Vidt omkring... (1993)
- Vidt omkring (1993)
- Lidt for mig selv (1994)
- Jul på vimmersvej (1995)
- Drenge (1996)
- Mig og mine Venner (1998)
- Brødrene Mortensens jul (1998)
- Stand by me (1999)
- For altid (2000)
- Always on my mind (2001)
- Rolig nu (2002)
- 30 af de bedst (2003)
- Be my guest (2005)
- Kysser dem vi holder a' (2006)